# 灵、宜、盐、百之战
灵州、宜禄、盐仓、百城之战是唐代宗大历八年（773年）八月至十月，吐蕃大举进攻灵武（治宁夏永宁县西南）、宜禄（今陕西长武县）、盐仓（今甘肃泾川县西北）、百城（今甘肃灵台县西南百里镇）等地，唐军组织力量抗击吐蕃军的作战。
773年八月十六日，吐蕃大将赞磨率领六万骑兵东进，攻打唐朝边地要冲。赞磨派出五千骑兵为先锋，先期到达灵州（治今宁夏灵武西南）南七级渠侦察敌情。唐朝大将郭子仪派温儒雅、从政等联兵援救灵武，在灵武城下双方开始激战，唐军将领首战失利，遂收兵西退。八月底，幽州节度使朱泚其弟朱滔率领五千精骑援助泾州（治临泾，甘肃镇原县东南）。十月，唐军温儒雅等在灵州打败吐蕃军万余众。同月，赞磨统领十万大军分头进攻唐朝泾州、邠州（治新平县，今陕西彬县）等地，派吐蕃军四节度分拒泾川（在今泾川县）、过阁川南，在渭河会师，形成攻勢，对唐朝造成压力。郭子仪派朔方兵马使浑瑊率领步骑五千人拒守，与泾原节度使马璘前后接应，形成犄角之勢。十月十八日，与吐蕃军在宜禄进行交战。浑瑊登上黄负原（在今陕西长武县），察看敌情并在其要道险处设立拒马枪以防吐蕃军兵的突击。唐将史抗、温儒雅不服指挥，狂欢饮酒，浑瑊征召史抗等出击，史抗等已经醉了，擅自命人撤除防止吐蕃军兵的拒马枪、强令骑兵冲击吐蕃军阵营，而致大败。吐蕃军乘唐军空虚，从背后袭长武城（今陕西长武县西三十里），唐军慘败，士卒死伤十之七、八，居民被掠走千余人。浑瑊等收残兵拼死突围，幸免于难，副将史籍等三人被杀。十月二十二日，马璘率兵与吐蕃军战于盐仓，马璘战败，泾原兵马使焦令谌与诸将狼狈而回，溃兵争道入城。主将马璘被蕃军所困，行军司马段秀实召集焦令谌等指出：军法，失大将，麾下都处死。要求焦令谌等选派英勇战将率领守城将士倾城出动，往救主将。都知兵马使李晟等率部下与吐蕃军力战，终于将马璘从乱军之中救出，李晟立下战功被朝廷封为合川郡王。战后，郭子仪召诸将总结战败原因，定出破敌之策，即派浑瑊率兵守朝那（今甘肃平凉市西北）。盐州朝史李国臣献出破敌之计，吐蕃乘胜必攻京畿（今陕西西安西部），唐军可击其背后。郭子仪派兵鸣鼓西攻蓁原（今甘肃清水县），吐蕃军中计退兵百城，浑瑊与马璘率兵会合埋伏在吐蕃经过的险要之地，并夜袭吐蕃军，杀死数千人，敌军大败，又重新收回敌军所掠朔方俘虏二百余人，百姓七百余人，驼马数百匹。其时马璘也率兵二千余人于夜间袭敌军军营，指定弓箭于专射身穿豹皮的吐蕃军主将，吐蕃军主将中箭，军心大乱，被迫举营退兵。